# Sarcophaga sericea
Sarcophaga sericea är en tvåvingeart som först beskrevs av Robineau-desvoidy 1830.  Sarcophaga sericea ingår i släktet Sarcophaga och familjen köttflugor.
Artens utbredningsområde är Frankrike. Inga underarter finns listade i Catalogue of Life.